# Henry Gage
Pour les articles homonymes, voir Gage.
Henry Tifft Gage (25 décembre 1852 - 28 août 1924) était un juriste, politicien et diplomate américain. Il est de 1899 à 1903 le 20e gouverneur de Californie.

## Biographie
Gage est né à Geneva dans l'État de New York mais passa son enfance dans le Michigan où après des études de droit il est admis au barreau en 1873. En 1874, il s'installe à Los Angeles où il se livre avec succès au commerces des moutons jusqu'en 1877. Il ouvre alors son propre cabinet juridique et obtient rapidement une vaste clientèle d'affaires, dont la Southern Pacific Transportation Company.

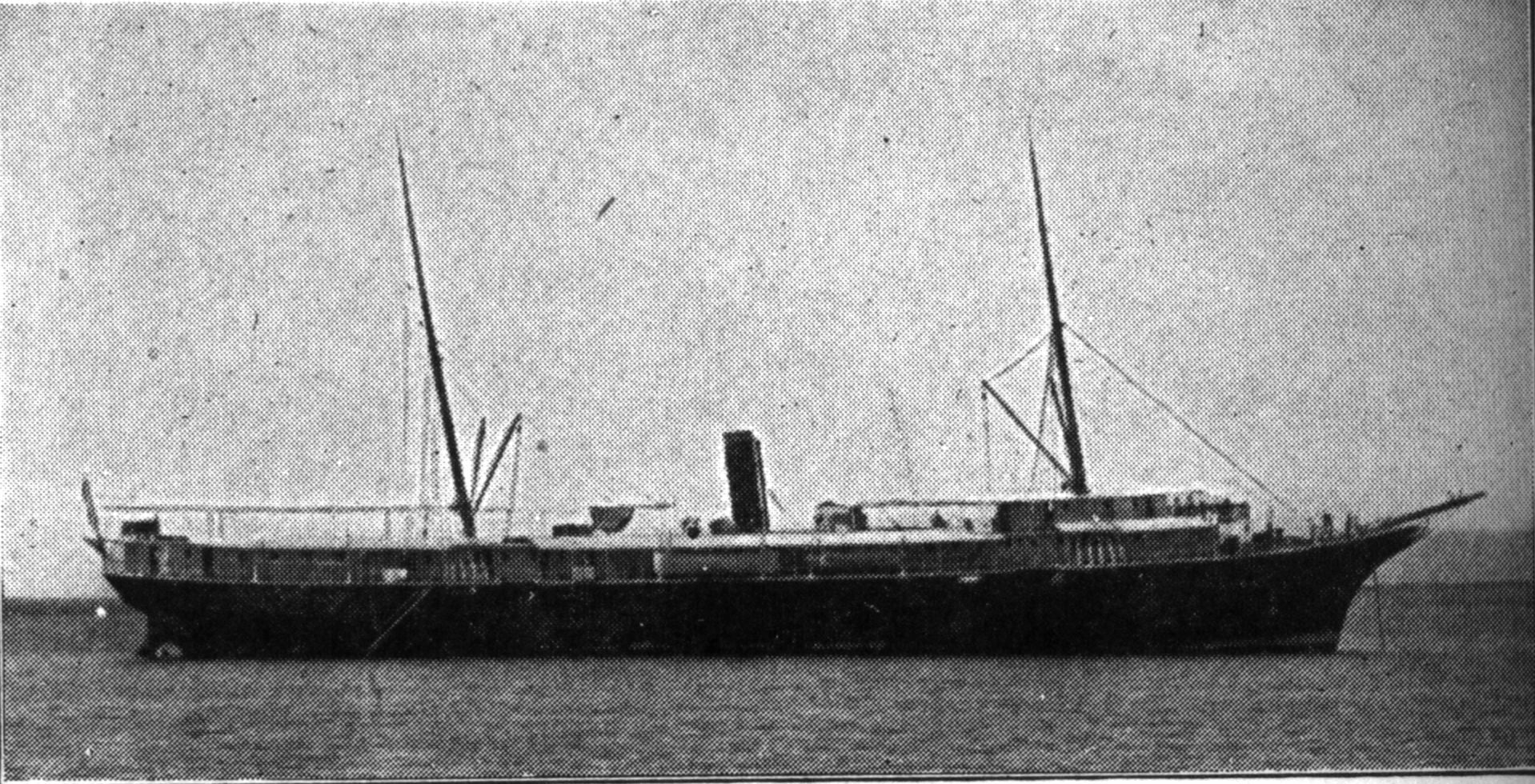
Le navire Itata dans la baie de San Diego en 1891

. En 1881, il est élu procureur de la ville de Los Angeles sous les couleurs du parti républicain et en 1888 il est délégué à la convention de son parti à Chicago où il intervient pour soutenir la nomination de Levi Morton pour la vice-présidence.
En 1891, il est nommé procureur des États-Unis par le président Benjamin Harrison afin de poursuivre l'équipage du navire Itata. Ce navire, armé par le congrès national chilien dans le cadre de la guerre civile en cours dans leur pays, est interpelé par la marine américaine pour transport d'armes. Gage renonce à toutes poursuites contre l'équipage estimant que le gouvernement américain a commis une erreur en considérant la vente des armes comme illégale. 

### Carrière politique
En 1898, Gage est désigné comme candidat républicain au poste de gouverneur dès le premier tour de la convention grâce au soutien de la Southern Pacific Transportation Company. Il remporte les élections avec 6,7 % d'avance sur son concurrent démocrate.

#### Gouverneur de Californie
Dans son discours d'investiture, Gage consacre une large place à la guerre hispano-américaine qui a permis aux États-Unis d'annexer Hawaii et lui sert de tribune pour demander que le même traitement soit appliqué aux Philippines.
En 1900, le navire Australia accoste dans le port de San Francisco en amenant avec lui des rats infestés par la peste de Chine. Une épidémie de peste bubonique se déclenche alors dans le quartier de Chinatown. Allié de l'industrie du rail et des intérêts économiques de la cité, Gage mène campagne pour nier la présence de l'infection, craignant que son annonce entraine de lourdes conséquences économiques. Confronté à l'inertie des autorités locales, le chef des services de santé de la marine, Walter Wyman, demande au secrétaire au Trésor, Lyman J. Gage, d'intervenir. Ce dernier met en place une commission médicale fédérale qui confirme le déclenchement d'une épidémie de peste. Ces conclusions sont niées par Gage qui entre en guerre contre les autorités fédérales. Ainsi en 1901, devant la législature de l'État de Californie, il accuse les autorités fédérales d'injecter la peste bubonique dans des cadavres.
En juillet 1901, les membres de l'International Brotherhood of Teamsters de San Francisco se mettent en grève pour protester contre le déchargement de cargos par des non-syndiqués. Leur mouvement fait tache d'huile et 10 000 à 16 000 personnes arrêtent le travail. Des violences se déclarent alors entre les grévistes et des officiers de la police de San Francisco. Gage, en octobre 1901, négocie en personne un accord entre les employeurs et les grévistes.
Pendant ce temps, et malgré les dénégations de Gage, l'information selon laquelle la Californie est touchée par une épidémie de peste se répand dans le reste du pays. Les gouverneurs du Colorado, du Texas et de la Louisiane mettent alors la Californie en quarantaine, arguant qu'en l'absence de mesures prises par les californiens, ils leur appartient de protéger leurs états.
Alors que la menace d'une quarantaine nationale grandit, les représentants de la Southern Pacific Transportation Company commencent à considérer que leur fidèle allié, Gage, devient plus un problème qu'une aide. Lors de la convention républicaine, ils s'opposent à sa reconduction et soutiennent George Pardee.

#### Ambassadeur au Portugal
À l'issue de son mandat, Henry Gage reprend la pratique du droit à Los Angeles. En 1909, le président William Howard Taft le désigne comme ambassadeur des États-Unis au Portugal. L'instabilité politique liée à l'instauration de la Première République portugaise et la maladie de sa femme conduisent Gage à démissionner au bout de cinq mois.

## Hommage
Dans la grande métropole de Los Angeles, une avenue de la ville porte son nom depuis le 28 octobre 1929.